# 命のバトン 〜赤ちゃん縁組がつなぐ絆〜
『命のバトン 〜赤ちゃん縁組がつなぐ絆〜』（いのちのバトン あかちゃんえんぐみがつなぐきずな）は、NHK名古屋放送局制作によりNHK BS1で2021年11月18日に放送のテレビドラマ。主演は鈴木梨央。NHK総合でも、同年12月11日に中部7県限定で、また2022年8月30日には全国で放送された。

## 概要
愛知県の児童相談所が全国に先駆けて30年以上前から取り組んできた「愛知方式」と呼ばれる「赤ちゃん縁組（新生児養子縁組）」をテーマに、予期せぬ妊娠に直面した1人の女子高生が、児童相談所の職員など様々な人たちとの出会いを通して、悩み抜いた末に赤ちゃん縁組を選ぶまでの心の変遷を描くドキュメンタリードラマ。なお、ドラマでは本物の養子縁組のかけがえのない瞬間を捉えたドキュメント映像を組み合わせて、命の尊さと多様な家族の形を伝えていく。
長年「特別養子縁組」を取材し、ETV特集『小さき命のバトン』（2015年度・児童福祉文化賞推薦作品受賞）を制作した猪瀬美樹ディレクターが企画。猪瀬ディレクターの取材をもとに、大橋守ディレクターがオリジナル脚本を書き、ドラマパートの演出も手がけている。ドキュメント映像は猪瀬ディレクターが担当している｡

## キャスト
桜田結
演 - 鈴木梨央
予期せぬ妊娠に戸惑う17歳の高校生。夢は看護師になること。
成瀬千春
演 - 倉科カナ
児童相談所の児童福祉司。
桜田早苗
演 - 田中美里
結の母。介護士、シングルマザー。
伊藤翔太
演 - 鈴木宗太郎
結の同級生。サッカー部のエース。
伊藤勝也
演 - みのすけ
翔太の父、弁護士。
和泉泰三
演 - 中村靖日
文化人類学を研究している大学の准教授、赤ちゃん縁組を希望する夫婦。
和泉玲子
演 - 西山諒
泰三の妻、赤ちゃん縁組を希望する夫婦。
斉藤信彦
演 - 平野宏周
千春の後輩、児童相談所に配属された愛知県職員。
山口美鈴
演 - 伊藤友乃
長年、養育里親として親と暮らすことができない子どもを預かってきた女性。

## スタッフ
- 作・演出 - 大橋守
- ディレクター - 猪瀬美樹
- ドキュメントパート語り - 高山哲哉
- 音楽 - 小田朋美
- 児童福祉考証 - 萬屋育子
- 医療考証 - 上鹿渡和宏
- 取材協力 - 愛知県、愛知県里親会連合会、慈恵病院、中根産婦人科、真鍋真、近藤精司
- 撮影協力 - 名古屋市、なごや・ロケーションナビ、西尾市、常滑フィルムコミッション
- プロデューサー - 田邉裕也
- 制作統括 - 江川寛、三鬼一希
- 制作著作 - NHK名古屋放送局